# Наблюдатель (динамические системы)
Наблюдатель состояния — модель, подключенная параллельно к объекту управления и получающая непрерывную информацию об изменениях регулирующего воздействия и регулирующей величины.
При использовании наблюдателя в систему не добавляются новые информационные каналы, только в регуляторе вводится корректирующие устройство, в результате чего образуется новый регулятор, работающий в обычной одноконтурной системе.

## Классификация наблюдателей
- Измеряющие:
  - Непрямые измерители положения;
  - Измерители ошибки ориентирования (адаптивные);
- На основе моделей процессов:
  - Неадаптивные
  - Адаптивные
- На основе фильтра Калмана[1].

### Непрямые измерители положения
Эти наблюдатели применяются в бездатчиковых приводах. Для измерения положения ротора они используют магнитную неоднородность свойств двигателя. Например, несимметричность обмоток или неоднородность магнитной проницаемости.

### Измерители ошибки ориентирования
Эти наблюдатели применяются в бездатчиковых приводах. Они определяют положение вращающейся системы координат, используя внутренние сигналы системы управления, зависящие от ошибки ее ориентирования. Их можно назвать адаптивными, так как они сводят ошибку ориентирования к нулю. По положению вращающейся системы координат оценивается скорость ротора.

### Наблюдатели на основе фильтра Калмана
Этот наблюдатель представляет собой некоторый цифровой фильтр, алгоритм которого строится с учетом законов математической статистики. Он позволяет восстанавливать неизвестный параметр, минимизирует при этом влияние помех измерения известных величин.
Наблюдатель на основе фильтра Калмана характеризуется сложностью вычислительного алгоритма и теоретически должен позволять получать высокую точность наблюдения. На практике параметры системы точно не известны и, более того, еще могут и изменяются в процессе работы. Это ограничивает точность и область использования, казалось бы, идеального наблюдателя.

### Система
{\displaystyle {\dot {q}}(t)=Fq(t)+Gy(t)+Hu(t)} (1)
{\displaystyle z(t)=Kq(t)+Ly(t)+Mu(t)} (2)
является наблюдателем для системы
{\displaystyle {\dot {x}}(t)=Ax(t)+Bu(t)} (3),
{\displaystyle y(t)=Cx(t)} (4),
если для каждого начального состояния {\displaystyle x(t_{0})} системы (3)-(4) существует начальное состояние {\displaystyle q_{0}} для системы (1)-(2), такое, что равенство
{\displaystyle q(t_{0})=q_{0}}
приводит к
{\displaystyle z(t)=x(t),t\geq t_{0}}
при всех управлениях {\displaystyle u(t),t\geq t_{0}}.
Здесь {\displaystyle A,B,C,F,G,H,K,L,M} — матрицы соответствующей размерности.
Если размерность {\displaystyle q(t)} равна размерности {\displaystyle x(t)} и выполнение условия {\displaystyle q(t_{0})=x(t_{0})} дает {\displaystyle q(t)=x(t),t\geq t_{0}} при всех управлениях {\displaystyle u(t),t\geq t_{0}}, то система (1) называется наблюдателем полного порядка для системы (3)-(4).
Набор дифференциальных уравнений (3) описывает изменение во времени состояния некоторой системы. {\displaystyle n}-мерный вектор {\displaystyle x(t)}, называемый вектором состояния, описывает состояние этой системы в момент времени {\displaystyle t}. {\displaystyle r}-мерный вектор {\displaystyle u(t)} описывает управляющие воздействия на систему и называется вектором управления или просто управлением.
{\displaystyle l}-мерный вектор {\displaystyle y(t)} представляет собой линейную комбинацию переменных состояния системы (3), которую мы можем измерить. Обычно {\displaystyle l<n}. {\displaystyle y(t)} называют наблюдаемой переменной.
Теорема 1. Система (1) является наблюдателем полного порядка для системы (3)-(4) тогда и только тогда, когда
{\displaystyle F(t)=A(t)-K(t)C(t)},
{\displaystyle G(t)=K(t)},
{\displaystyle H(t)=B(t)},
где {\displaystyle K(t)} является произвольной переменной во времени матрицей соответствующей размерности.
В результате наблюдатели полного порядка имеют следующую структуру:
{\displaystyle {\dot {q}}(t)=A(t)q(t)+B(t)u(t)+K(t)[y(t)-C(t)q(t)]} (5).
Матрица {\displaystyle K(t)} называется матрицей коэффициентов усиления наблюдателя.
Наблюдатель полного порядка можно также представить в виде
{\displaystyle {\dot {q}}(t)=[A(t)-K(t)C(t)]q(t)+B(t)u(t)+K(t)y(t)},
откуда следует, что устойчивость наблюдателя определяется поведением матрицы
{\displaystyle A(t)-K(t)C(t)}.
В случае системы с постоянными параметрами, когда все матрицы в постановке задачи являются постоянными, включая матрицу коэффициентов усиления {\displaystyle K}, устойчивость наблюдателя следует из расположения характеристических чисел матрицы {\displaystyle A-KC}, называемых полюсами наблюдателя. Наблюдатель будет устойчив, если все его полюса расположены в левой половине комплексной плоскости.
Теорема 2. Рассмотрим наблюдатель полного порядка (5) для системы (3)-(4). Ошибка восстановления
{\displaystyle e(t)=x(t)-q(t)}
удовлетворяет дифференциальному уравнению
{\displaystyle {\dot {e}}(t)=\left[A(t)-K(t)C(t)\right]e(t)}.
Ошибка восстановления обладает тем свойством, что
{\displaystyle e(t)\to 0} при {\displaystyle t\to \infty }
для всех {\displaystyle e(t_{0})} тогда и только тогда, когда наблюдатель является асимптотически устойчивым.
Чем дальше в левой половине комплексной полуплоскости удалены полюса наблюдателя, тем быстрее сходится ошибка восстановления к нулю. Это достигается увеличением матрицы коэффициентов усиления {\displaystyle K}, однако это повышает чувствительность наблюдателя к шумам измерений, которые, возможно, присутствуют в наблюдаемой переменной {\displaystyle y(t)}.